# Dani (peuple)
Pour les articles homonymes, voir Dani.
Les Dani ou Ndani  est un ensemble de populations de Nouvelle-Guinée occidentale, dans la province indonésienne de Papouasie. Ils habitent notamment dans la vallée de Baliem. Ils arboraient des décorations corporelles comme les plumes d'oiseau, des colliers, des peintures corporelles mais aussi les étuis péniens, ils utilisaient des outils en pierre et en os et chassent à l'arc. Les langues dani forment un rameau dans la branche occidentale de la famille des langues de Trans-Nouvelle Guinée.
Il importe de préciser que la société des Dani, telle que décrite ci-après, n'existe plus. Les autorités, d'abord néerlandaises ensuite indonésiennes, se sont appliquées à pacifier les sociétés néo-guinéennes. 

## Contexte géographique et socio-économique
Dans le milieu des années 1960, la population de Dani en Papouasie-Nouvelle-Guinée était estimée à environ 200 000 habitants, dont environ 50 000 dans la région de la Grande-Vallée.
Un ensemble de quartiers formaient l'entité territoriale, sociale et politique que les Danis nommaient Confédération. Puis, les confédérations étaient regroupées formant des alliances. Ces alliances étaient très instables. 
À l'intérieur d'un quartier, chaque aire d'habitation, qui comprend plusieurs bâtiments érigés autour d'une cour commune, abritait une population instable variant d'un minimum de 3 à maximum 40 personnes. Les membres de ces aires ne forment pas des familles à proprement parler. Toutefois, la majorité des hommes mariés sont polygynes et auront donc plusieurs enfants avec des épouses différentes. Certains hommes sont monogames. 

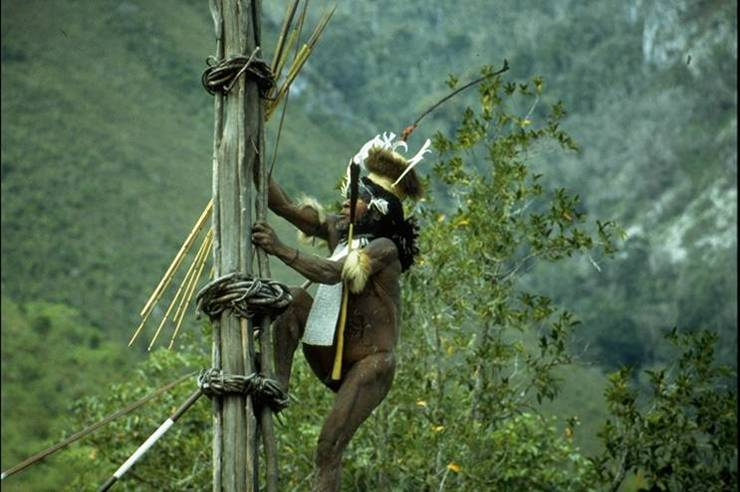
Chef de guerre d'un village Kurulu